# Fernando Lugo

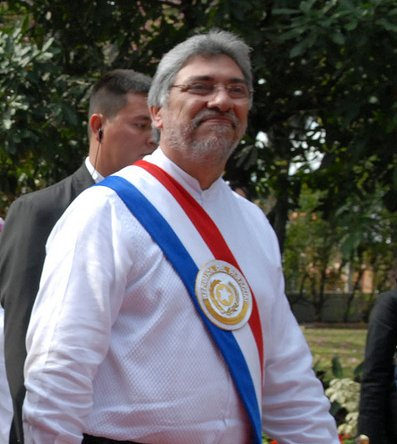
Fernando Lugo

Fernando Armindo Lugo Méndez (sinh ngày 30 tháng 5 năm 1951 ở San Pedro del Paraná, Itapúa) là một nhà chính trị Paraguay và từng là một giám mục Công giáo Rôma. Ông đã đắc cử trong cuộc bầu cử tổng thống năm 2008 và là tổng thống mới được bầu. Ông đã yêu cầu thôi chức danh của giáo hội để đứng ra tranh cử. Tháng Bảy năm 2008, Giáo hoàng Biển Đức XVI bãi bỏ chức danh giáo hội phong và cho ông hoàn tục.